# نيكولا جان باتيست
نيكولا جان باتيست (بالإنجليزية: Nicolas Jean-Baptiste)‏ هو لاعب كرة قدم أمريكية أمريكي، ولد في 8 مارس 1989 في فيرفاكس في الولايات المتحدة.